# Do It to Me
Do It to Me is een ballad van de Amerikaanse zanger Lionel Richie. Het is de eerste single van zijn album Back to Front.
Het nummer haalde de 21e positie in de Amerikaanse Billboard Hot 100. In sommige Europese landen werd het nummer een hit, waaronder in de Nederlandse Top 40 (met een 15e positie) en de Vlaamse Radio 2 Top 30 (met een 8e positie).